# 嵊泗列島

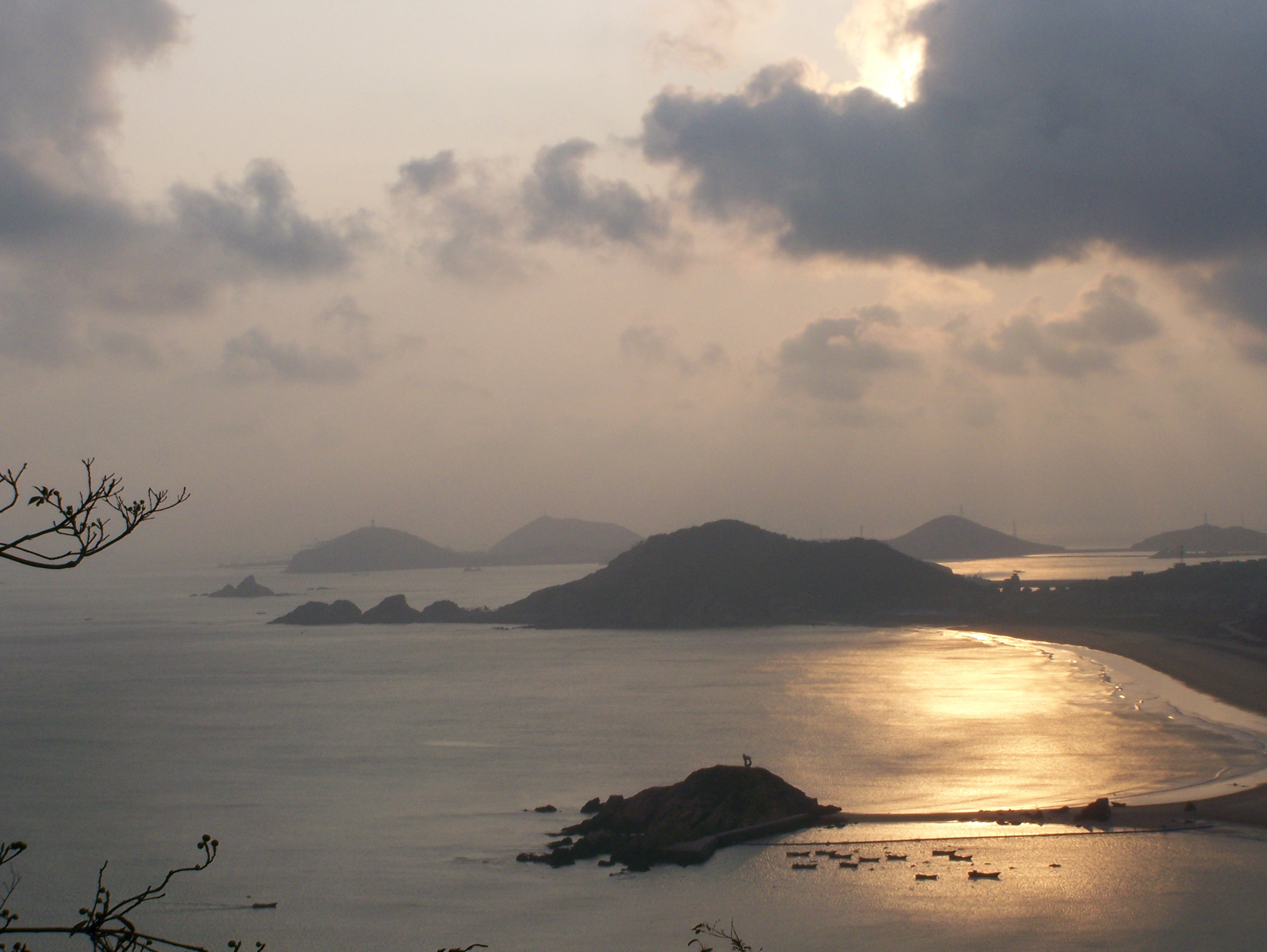
嵊泗列島夕景

嵊泗列島（ションスー列島、しょうし-れっとう、Shengsi Islands）は、中華人民共和国浙江省舟山市嵊泗県を形成する島嶼。中国では風景名勝区に指定されている。杭州湾の東、東シナ海に位置する。舟山群島の一部であり、花緑、嵊山、枸杞、洋山の4つの景観区に分かれる。1988年に中華人民共和国国家重点風景名勝区に認定された。

## 島嶼一覧
- 花鳥山
- 緑華島（東西緑華島を含む）
- 嵊山
- 枸杞山
- 泗礁山 ：面積21.34965平方メートル。嵊泗県の中心市街地・菜園鎮がここにある。
- 大黄龍島
- 大洋山、小洋山：上海の外港として巨大なコンテナターミナルのある洋山深水港が建設され、2005年に上海市南匯区臨港新城と海上32.5kmの東海大橋（自家用車通行禁止）で結ばれた。南匯区臨港新城からシャトルバスが運行している。

## 観光
- 基湖沙灘：最も人気のある観光拠点。
- 大悲山：嵊山本島の東部にあり、西には群峰が連なる。東側は東シナ海に面した浜と基湖沙灘、南長塗沙灘が三角形の位置関係となっている。登ると花鳥山、緑華島、枸杞山、黄龍島や大小百以上の島々が見渡せる。
- 南長塗沙灘：現在荒廃しつつある。
- 花鳥灯台：有名な灯台。花鳥山北西の岬上にあり、1870年にイギリス人が建造した。2001年に国務院によって国家重点文物保護単位に登録された。
- 六井頭：六井頭は嵊山本島の最も東側にあり、東シナ海に面し、海上の日の出をみるため小舟が集まる景色が美しい。